# The Revölution by Night
Albums de Blue Öyster Cult
Extraterrestrial Live
(1982) Club Ninja
(1985)
Singles
1. Take Me Away
Sortie : novembre 1983
2. Shooting Shark

The Revölution by Night est le neuvième album studio du groupe de hard rock américain Blue Öyster Cult. Il est sorti le 3 novembre 1983 sur le label Columbia Records et est produit par Bruce Fairbairn.

## Historique
C'est le premier album du groupe sans Albert Bouchard, remplacé à la batterie par Rick Downey. Le groupe fait appel à de nombreux musiciens (Larry Fast, Randy Jackson, Aldo Nova...) et compositeurs (Patti Smith, Ian Hunter, Neal Smith...) extérieurs au groupe.
L'album se classe seulement à la 93e place du Billboard 200 américain et les ventes sont décevantes, malgré le succès rencontré par les singles Take Me Away (# 11 Mainstream Rock Tracks) et Shooting Shark (# 83 Billboard hot 100 et # 16 Mainstream Rock).

## Liste des titres
| 1. | Take Me Away   | Eric Bloom, Aldo Nova      | Bloom  | 4:31 |
| 2. | Eyes on Fire   | Gregg Winter               | Bloom  | 3:56 |
| 3. | Shooting Shark | Donald Roeser, Patti Smith | Roeser | 7:09 |
| 4. | Veins          | Roeser, Richard Meltzer    | Roeser | 3:59 |

| 5. | Shadow of California | Joe Bouchard, Neal Smith, Sandy Pearlman | Bloom    | 5:10 |
| 6. | Feel the Thunder     | Bloom                                    | Bloom    | 5:48 |
| 7. | Let Go               | Bloom, Roeser, Ian Hunter                | Bloom    | 3:28 |
| 8. | Dragon Lady          | Roeser, Broadway Blotto                  | Roeser   | 4:08 |
| 9. | Light Years of Love  | Joe Bouchard, Helen Robbins              | Bouchard | 4:05 |

## Musiciens

### Blue Öyster Cult
- Eric Bloom : guitare, chant (1, 2, 5, 6, 7)
- Donald "Buck Dharma" Roeser : guitare solo, claviers, chant (3, 4, 8)
- Allen Lanier : claviers
- Joe Bouchard : basse, guitare, vocoder, chant (9)
- Rick Downey : batterie

### Musiciens supplémentaires
- Larry Fast : synthétiseurs, programmation
- Aldo Nova : guitare et synthétiseurs (1)
- Gregg Winter : chœurs (2)
- Randy Jackson : basse (3)
- Marc Baum : saxophone (3)

## Charts
Album
| Pays                          | Durée du classement | Meilleur classement | Date             |
| ----------------------------- | ------------------- | ------------------- | ---------------- |
| États-Unis (Billboard 200)    | 16 semaines         | 93e                 | 11 février 1984  |
| Royaume-Uni (UK Albums Chart) | 1 semaine           | 95e                 | 13 novembre 1983 |

Singles
| Single         | Chart                    | Durée du classement | Position | Date             |
| -------------- | ------------------------ | ------------------- | -------- | ---------------- |
| Take Away      | (Mainstream Rock Tracks) | 15 semaines         | 11e      | 24 décembre 1983 |
| Shooting Shark | (Hot 100)                | 3 semaines          | 83e      | 25 février 1984  |
| Shooting Shark | (Mainstream Rock Tracks) | 12 semaines         | 16e      | 3 décembre 1983  |
| Shooting Shark | (UK Singles Chart)       | 1 semaine           | 97e      | 12 février 1984  |